# Edviges da Dinamarca
Edviges da Dinamarca (em dinamarquês:  Hadevig, em alemão:  Hedwig; Palácio de Frederiksborg, 5 de agosto de 1581 – Palácio de Lichtenburg, 26 de novembro de 1641) foi uma princesa da Dinamarca e Noruega por nascimento, além de eleitora da Saxônia pelo seu casamento com Cristiano II, Eleitor da Saxônia.

## Família
Edviges foi a quarta filha e sexta criança nascida do rei Frederico II da Dinamarca e de Sofia de Meclemburgo-Güstrow.
Os seus avós paternos foram o rei Cristiano III da Dinamarca e Doroteia de Saxe-Lauemburgo. Os seus avós maternos foram Ulrico III, Duque de Meclemburgo-Güstrow e a princesa Isabel da Dinamarca, filha de Frederico I da Dinamarca e de Sofia da Pomerânia.
Edviges teve sete irmãos. Alguns deles eram: Isabel, esposa de Henrique Júlio, Duque de Brunsvique-Luneburgo, Ana, rainha da Escócia e Inglaterra e como esposa de Jaime VI da Escócia e I de Inglaterra, o rei Cristiano IV da Dinamarca, e Augusta, esposa de João Adolfo, Duque de Holsácia-Gottorp.

## Biografia
Na época em que seu pai reinava, a corte de Copenhagen era famosa pela sua alta cultura e festivais; os pais de Edviges amavam e apoiavam a música e o teatro. Após a morte de seu pai em 1588, sua mãe, Sofia, inicialmente assumiu o governo de seu filho mais velho, Cristiano IV, nos ducados de Eslévico e Holsácia. O conflito constante com o Conselho Imperial Dinamarquês e o governador dos ducados, Heinrich Rantzau, fez com que Cristiano IV fosse declarado maior de idade em 1593, com apenas 15 anos, e sua mãe foi deportada para o castelo em Nykøbing.
A princesa cresceu com o irmão mais novo na propriedade da viúva de sua mãe, e na corte de seu avô, o duque Ulrico III, cuja única filha era sua mãe. Ela também acompanhava frequentemente a mãe em viagens para visitar outros parentes. Embora não se saiba muito sobre sua educação, pode-se presumir que sua mãe, diversamente interessada e educada, não negligenciou as filhas. Ela aprendeu várias línguas, dinamarquês, alemão, francês, e provavelmente latim. Ela também participou de eventos da corte, como os casamentos de suas irmãs mais velhas, Ana, com o rei inglês Jaime I, em 1589, e de Isabel, com o duque Henrique Júlia, em 1590, e a coroação de seu irmão Cristiano IV em 1596, e de seu casamento, em 1597, com Ana Catarina de Brandemburgo.

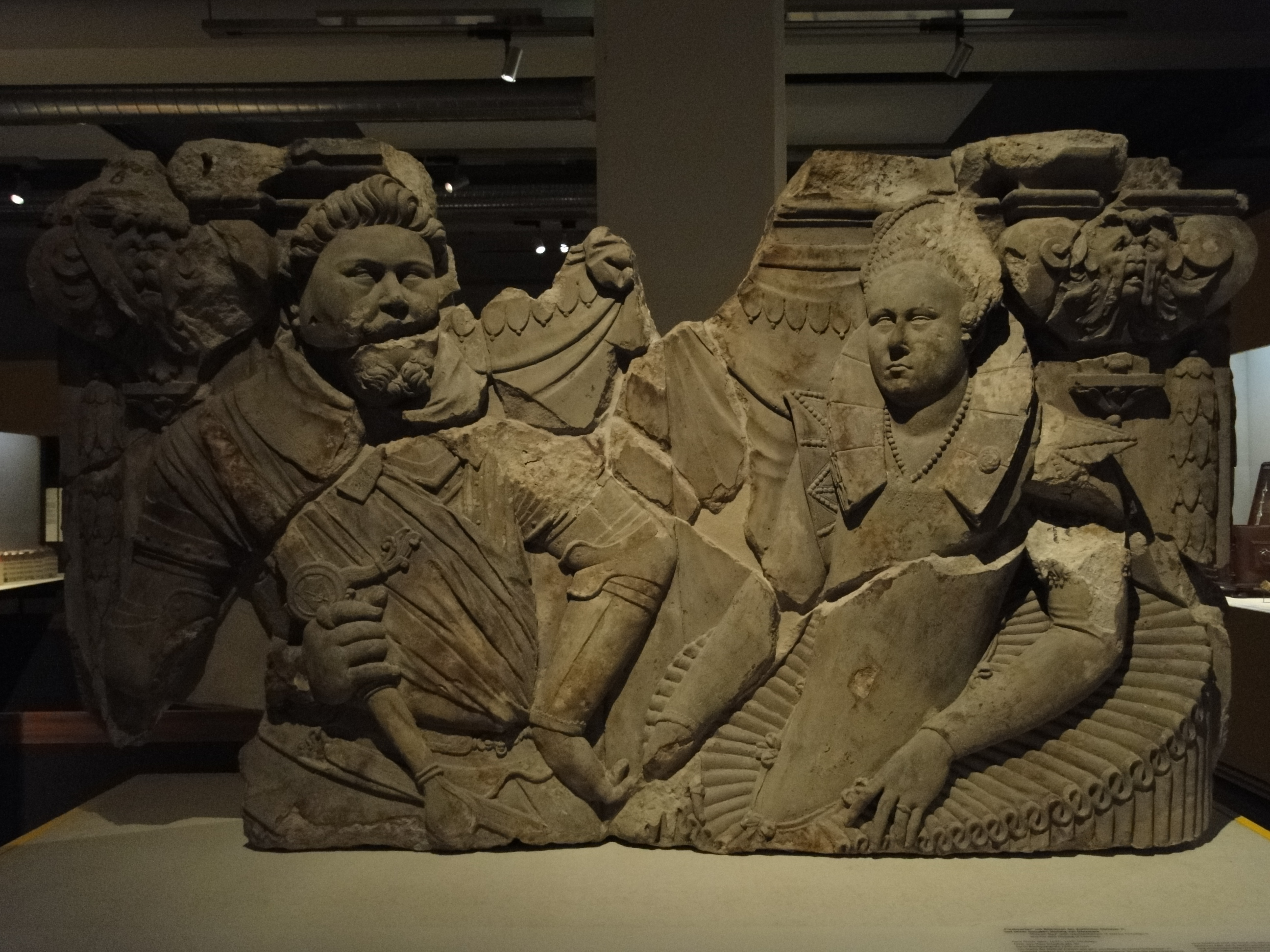
Esculturas de Cristiano e Edviges, no Museu da Cidade de Dresden.

O seu casamento com o eleitor Cristiano II da Saxônia, seu primo de primeiro grau, filho de Cristiano I, Eleitor da Saxônia e de Sofia de Brandemburgo, foi arranjado por sua mãe e seu avô sem o envolvimento do Conselho Imperial Dinamarquês. Eles se casaram em 12 setembro de 1602, na cidade alemã de Dresden. A ligação familiar com as famílias reais dinamarquesa e inglesa custou ao Eleitor um subsídio de casamento elevado de 75.000 Reichstalers (táler) e a organização de um casamento extraordinariamente luxuoso. O casamento foi realizado pelo pregador da corte Polykarp Leyser, o Velho.
Mesmo durante o casamento e a viuvez, a eleitora Edviges viajou muito para manter contatos familiares. Ela promoveu a igreja e a cultura na corte saxônica e introduziu a cultura festiva dinamarquesa.
Seu marido morreu em 23 de junho de 1611, após um torneio. Edviges mudou-se para a sua residência viúva no Castelo de Lichtenburg, perto de Prettin, e permaneceu solteira até o fim de sua vida. Ela dividiu o seu poder com o cunhado, João Jorge I, mas os seus súditos a consideravam a sua soberana. Ela também foi capaz de manter a sua independência em matéria de negócios e comércio. Ela agiu de forma independente, concedendo livre passagem, o que era, normalmente, prerrogativa do Eleitor. De 1611 a 1641, administrou os escritórios de Annaburg, Schweinitz (com Prettin e Lichtenburg), Seyda e Schlieben. Ela ainda tinha um pequeno exército à sua disposição, pois seu cunhado deu-lhe um esquadrão de dragões e um destacamento de infantaria como guarda de honra. Ela foi madrinha do filho de Cristiano Alberto, filho de João Jorge e de Madalena Sibila da Prússia, em maio de 1612. Ela também ajudou a arranjar o casamento de cinco dos sete filhos do cunhado.
Através do comércio de sal, ela conseguiu manter a sua corte mesmo em tempos difíceis e apoiar os seus súbditos. Ela cuidou de igrejas e escolas em seu contradote, mandou construir uma igreja na vila de Hohndorf (perto de Prettin) e renovou completamente a igreja de São Pedro e São Paulo em Labrun. Em 1624 complementou uma antiga fundação eleitoral para abastecer com vinho de comunhão as 33 freguesias que lhe pertenciam. Esta fundação ainda existe hoje.
Durante a Guerra dos Trinta Anos, Edviges aproveitou as suas ligações com as coroas dinamarquesa e inglesa para manter o seu território fora da conflito. Ela alimentou os famintos e construiu hospitais contra a peste, tomou medidas duras contra bebedores e jogadores, anunciou Fronden para represar o Elba e subjugou comunidades rebeldes alojando dragões à força. Ela conseguiu obter cartas de proteção para seu castelo e terras. O comandante-em-chefe sueco Johan Banér até lhe enviou uma guarda de honra de cem cavalos. No entanto, a guerra também levou à destruição nas aldeias de suas terras de viúva.
Como viúva, ela também utilizou seus diversos contatos no nível político. Edviges apoiou o seu irmão, o rei Cristiano IV, através de uma diplomacia inteligente e intermediou casamentos para fortalecer as ligações políticas, como o casamento de seu sobrinho, Cristiano, Príncipe Eleito da Dinamarca, com Madalena Sibila da Saxónia, sobrinha de seu falecido marido, tendo ela comparecido ao casamento, em 1634. Mesmo sem filhos, ela criou em seu castelo vários filhos órfãos de seus parentes, incluindo Ana Maria de Meclemburgo. Em 1631, ela esteve presente no funeral de sua mãe, Sofia.
Edviges era musical, tocava diversos instrumentos e mantinha uma banda da corte. Ela colecionou relógios e pinturas, algumas das quais ela mesma encomendou, e criou uma grande biblioteca. Ela promoveu jovens talentos em diversas áreas e os colocou nas cortes saxônicas ou dinamarquesas. Ela estava em contato próximo com o mestre da banda de Dresden, Heinrich Schütz. Ele dedicou alguns de seus trabalhos espirituais a ela. Ela também apoiou Michael Praetorius. 
A princesa viajou muito durante os anos de guerra. Ela gostava de visitar o pavilhão de caça de Glücksburg, para cujo zoológico seu irmão lhe deu dois leões e um tigre.
Em 9 de julho de 1630, tornou-se membro da Sociedade Virtuosa, a contraparte feminina da Sociedade Frutífera para a Promoção da Língua e Literatura Alemã, sob o nome de “A Maior”.
A princesa faleceu na data de 26 de novembro de 1641, no Castelo de Lichtenburg, aos 60 anos de idade, e foi enterrada na Catedral de Freiberga.